# Sibulan Bulan
Sibulan Bulan is een bestuurslaag in het regentschap Tapanuli Utara van de provincie Noord-Sumatra, Indonesië. Sibulan Bulan telt 480 inwoners (volkstelling 2010).